# Grégoire Delacourt

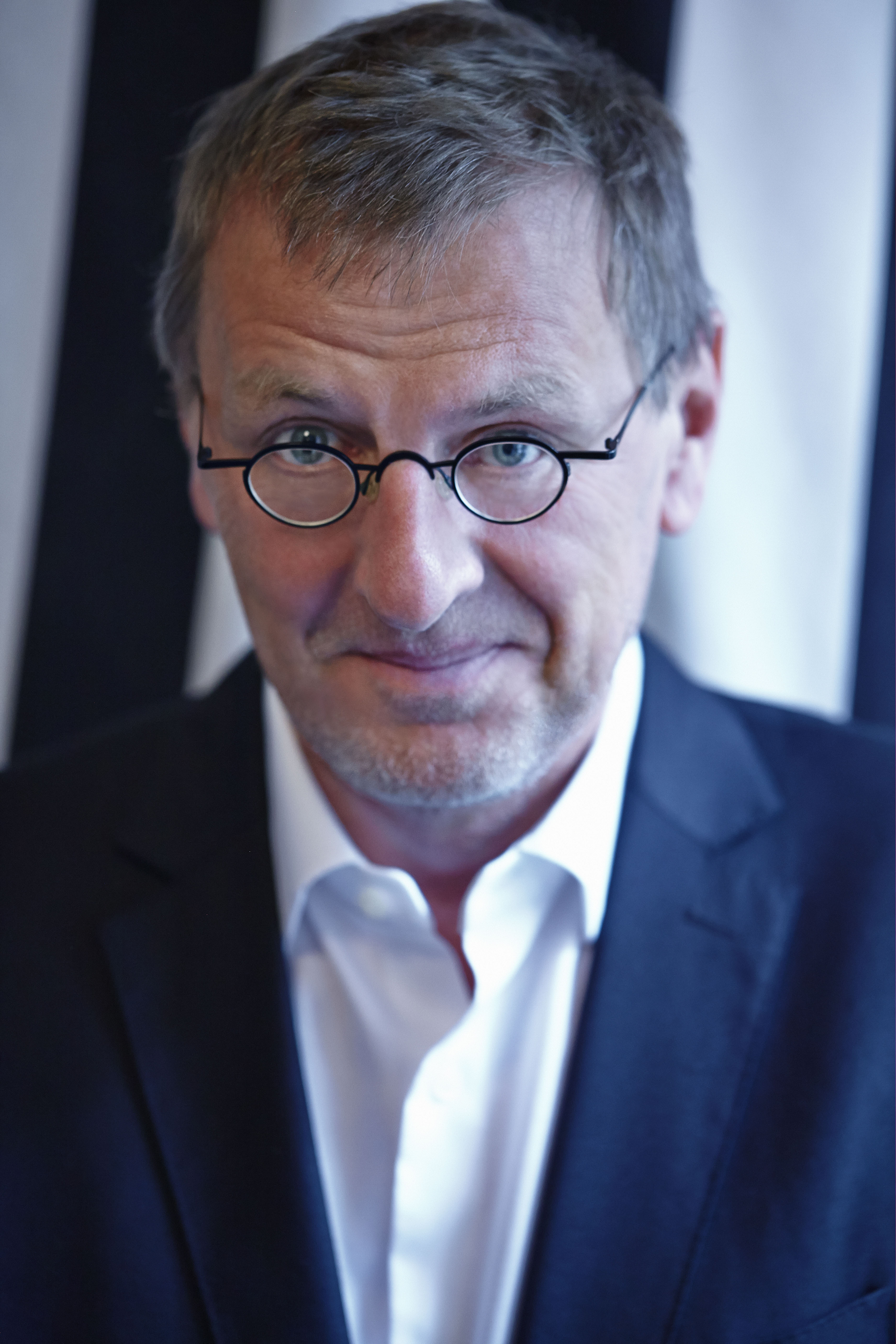
Grégoire Delacourt (2014)

Grégoire Delacourt (* 26. Juli 1960 in Valenciennes, Frankreich) ist ein französischer Publizist, Schriftsteller, Filmregisseur und Drehbuchautor.

## Leben
Grégoire Delacourt besuchte die Jesuitenschule La Providence in Amiens. Nach seinem Bachelorabschluss in Lille studierte er Rechtswissenschaften in Grenoble. Er ist in der Werbebranche tätig und gründete mit seiner Ehefrau Dana Philp 2004 eine Werbeagentur –, er arbeitete unter anderem für bekannte Marken wie Taittinger und Unilever.
Bereits als Achtzehnjähriger schrieb Delacourt Poesie und veröffentlichte 1978 seine ersten Stücke in Le Monde. Während der Zeit in seiner Werbeagentur schrieb und inszenierte er mit Préférence auch einen Spielfilm, der am 17. Juni 1998 in die französischen Kinos kam.
Mit L’Écrivain de la famille debütierte Delacourt 2011 als Schriftsteller. Der Roman verkaufte sich über 20.000 mal und Delacourt wurde mit mehreren Literaturpreisen, darunter dem Prix Marcel Pagnol und dem Prix Rive Gauche à Paris, ausgezeichnet.
Sein zweiter Roman La Liste de mes envies erschien im Jahr 2012 und erzählt die Geschichte einer verheirateten Mutter, die nach schweren Schicksalsschlägen plötzlich über 18 Millionen Euro im Lotto gewinnt und zögert, ihr gerade gewonnenes Lebensglück aufs Spiel zu setzen. Noch im selben Jahr erschien der Roman unter dem Titel Alle meine Wünsche in einer Übersetzung von Claudia Steinitz im Verlag Hoffmann und Campe. Allein in Frankreich hat sich der Roman über 400.000 mal verkauft. Die Rechte wurden bisher in 27 Ländern verkauft. Nachdem Mikaël Chirinian am 23. Januar 2013 die Geschichte für das Theater adaptierte, begannen die Dreharbeiten für die Verfilmung am 15. April 2013. Unter der Regie von Didier Le Pêcheur werden Mathilde Seigner und Marc Lavoine die Hauptrolle spielen.
Delacourts dritter Roman La première chose qu'on regarde erschien 2013. Es handelt sich um die Geschichte einer Liebe zwischen einem Mechaniker und einer jungen Frau in einem französischen Dorf. Die beiden Protagonisten sehen in der Geschichte jeweils den Schauspielern Ryan Gosling und Scarlett Johansson zum Verwechseln ähnlich. Als Delacourt am 5. Juni 2013 von einer Lesereise für Alle meine Wünsche aus Deutschland zurück nach Frankreich kam, erfuhr er, dass Johansson Klage wegen „Verletzung und betrügerische Ausnutzung ihrer Persönlichkeitsrechte“ gegen seinen Verlag JC Lattès einreichte. Sie verlangte Schadenersatz und das Verbot weiterer Rechteverkäufe.

## Werk
- L’écrivain de la famille. Roman. Hachette, Paris 2011, ISBN 978-2-253-16854-6.
  - Deutsche Ausgabe: Der Dichter der Familie. Übersetzt von Tobias Scheffel. Hoffmann und Campe, Hamburg 2017, ISBN 978-3-455-40468-5.
- La liste de mes envies. Roman. Éditions Jean Claude Lattès, Paris 2012, ISBN 978-2-7096-3818-0.
  - Deutsche Ausgabe: Alle meine Wünsche. Übersetzt von Claudia Steinitz. Hoffmann und Campe, Hamburg 2012, ISBN 978-3-455-40384-8.
- La première chose qu'on regarde. Roman. Éditions Jean Claude Lattès, Paris 2013, ISBN 978-2-7096-4286-6.
  - Deutsche Ausgabe: Im ersten Augenblick. Übersetzt von Claudia Steinitz. Hoffmann und Campe, Hamburg 2014, ISBN 978-3-455-60001-8.
- On ne voyait que le bonheur. Roman. Hachette, Paris 2014, ISBN 978-2-253-18286-3.
  - Deutsche Ausgabe: Wir sahen nur das Glück. Übersetzt von Claudia Steinitz. Hoffmann und Campe, Hamburg 2015, ISBN 978-3-455-60021-6.
- Les quatres saisons de l'été. Roman. Éditions Jean Claude Lattès, Paris 2015, ISBN 978-2-7096-4933-9.
  - Deutsche Ausgabe: Die vier Jahreszeiten des Sommers. Übersetzt von Claudia Steinitz. Hoffmann und Campe, Hamburg 2016, ISBN 978-3-455-60041-4.
- Danser au bord de l’abîme.  Roman. Éditions Jean Claude Lattès, Paris 2017, ISBN  978-2-7096-5956-7.
  - Deutsche Ausgabe: Das Leuchten in mir. Übersetzt von Claudia Steinitz. Atlantik, Hamburg 2019, ISBN 978-3-455-00670-4.